# Trichosanthes ishigakiensis
Trichosanthes ishigakiensis är en gurkväxtart som beskrevs av E. H. Walker. Trichosanthes ishigakiensis ingår i släktet Trichosanthes och familjen gurkväxter. Inga underarter finns listade i Catalogue of Life.